# Erzeparchie Diyarbakır
Die Erzeparchie Diyarbakır der Chaldäer (lat. Archieparchia Amidensis Chaldaeorum) ist eine mit Rom unierte Kirche der Chaldäisch-Katholische Kirche mit Metropolitansitz im Stadtteil Beyoğlu von Istanbul (Türkei).
Die Erzeparchie Diyarbakır wurde 1533 als Eparchie gegründet. Am 3. Januar 1966 wurde die Eparchie durch Papst Paul VI. zur Erzeparchie erhoben.

## Bischöfe/Erzbischöfe
- Augustin Hindi (1802–1828)
- Atanasio Tommaso Dosciù (1852–...)
- Giorgio Ebediesu Cajat (...–1869)
- Timotheus Attar (1869–1879), später Erzbischof von Mardin
- Audishu V. (Georges Ebed-Iesu) Khayyath (1879–1894), später Patriarch von Babylon
- Souleyman Moussa Sabbagh (1897–1923)
- Gabriel Batta (1965–1977)
- Paul Karataş (1977–2005)
  - François Yakan (2007–2008) (Apostolischer Administrator)
  - Joseph Pallikunnel (2008–2018) (Apostolischer Administrator)
- Ramzi Garmou (2018–2022)
- Sabri Anar (seit 2023)